# Richard Savage Nassau de Zuylestein

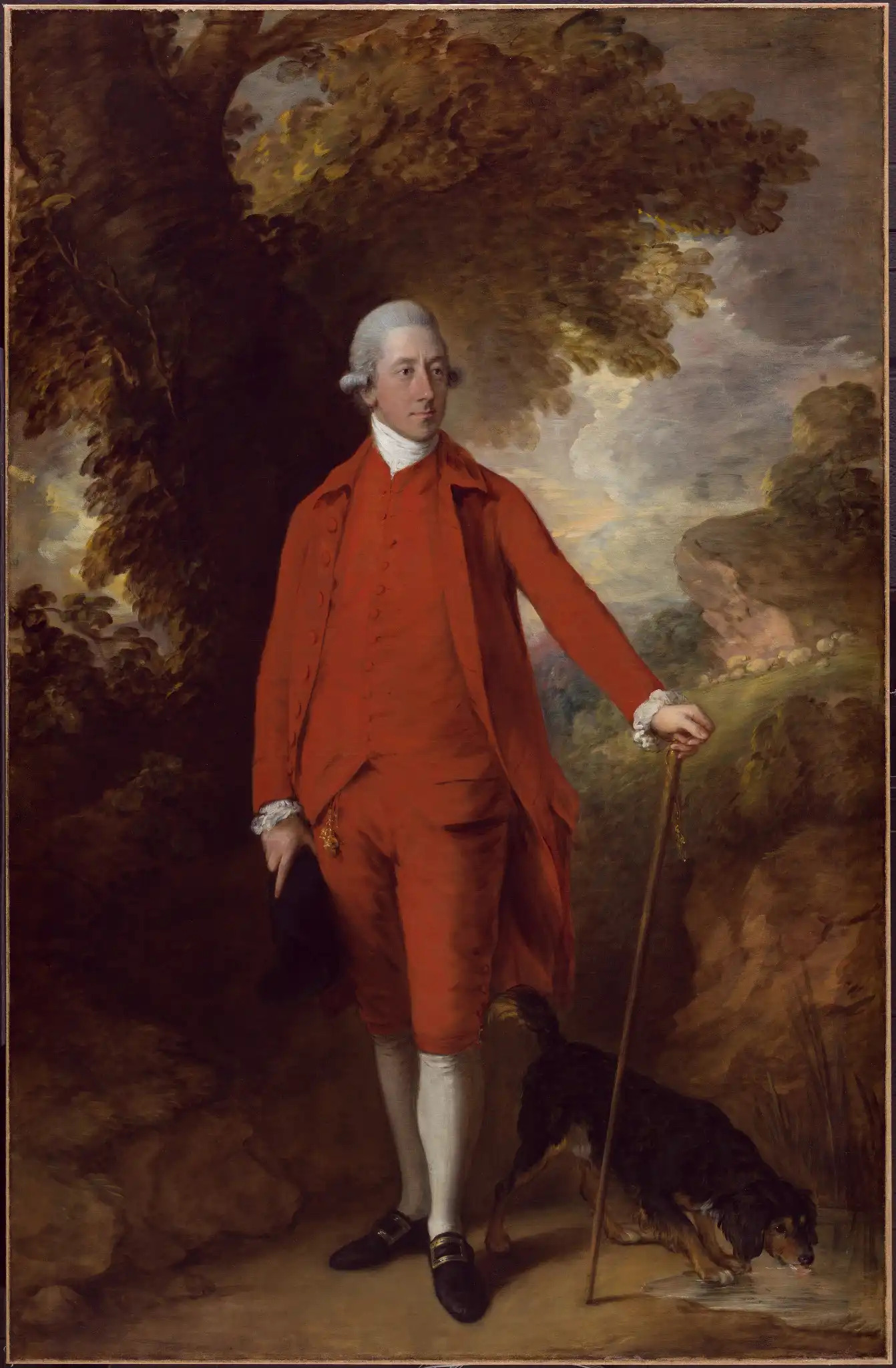
Portret van Richard Savage Nassau de Zuylestein, geschilderd door Thomas Gainsborough (1778)

stamwapen van Nassau-Zuylestein

Richard Savage Nassau de Zuylestein (St. Osyth, 1 juni 1723 - St. Osyth, 17 mei 1780) was een Brits lid van het Lagerhuis.

## Levensloop
Richard Savage Nassau de Zuylestein werd in 1723 geboren als zoon van Frederick Nassau de Zuylestein, een nazaat van stadhouder Frederik Hendrik van Oranje. In 1747 werd hij gekozen tot lid van het Britse Lagerhuis voor het district Colchester. In 1751 huwde hij Anne Spencer (1715-1771), weduwe van James Hamilton, 5e hertog van Hamilton (1703-1740); zij kregen drie kinderen: Lucy, William Henry en George. In 1754 stelde hij zich niet opnieuw verkiesbaar voor het Britse Lagerhuis. In 1759 werd hij benoemd tot kamerheer van koning George II (waaraan een jaarsalaris van £ 500 was verbonden). Van 1774 tot 1780 was hij opnieuw Lid van het Lagerhuis, voor hetzelfde district. Hij overleed in het laatste jaar en werd bijgezet in de parochiekerk St.Peter and St.Paul van St. Osyth.